# Ramulus melanocephalus
Ramulus melanocephalus är en insektsart som först beskrevs av Carl 1913.  Ramulus melanocephalus ingår i släktet Ramulus och familjen Phasmatidae. Inga underarter finns listade i Catalogue of Life.